# Geyza Pereira
Geyza Pereira (* ca. 1985) ist eine brasilianische Balletttänzerin und Pädagogin, die als erste blinde Primaballerina der Welt bekannt geworden ist.

## Leben
Geyza Pereira stammt aus relativ ärmlichen Verhältnissen. Sie war nicht immer blind und wuchs die ersten neun Lebensjahre in einem kleinen Dorf im Nordosten Brasiliens auf. Als Kind sah sie im Fernsehen eine Ballett-Vorstellung und träumte davon, selber eine Ballerina zu werden, was ihre Eltern allerdings wegen ihrer schwierigen finanziellen Situation nicht für möglich hielten. Als Geyza neun Jahre alt war, erkrankte sie aufgrund von verschmutztem Wasser an einer Meningitis und erblindete in der Folge. Damit schien ihr Traum endgültig zerstört.
1995, mit zehn Jahren, lernte sie in der Blindenschule des Instituto de Cegos Padre Chico in São Paulo die junge Fernanda Bianchini kennen, die dort gerade begann, blinden Mädchen Ballettunterricht zu geben. Bianchini ermutigte die kleine Geyza, ihrem Traum, Ballerina zu werden, zu folgen.
Im Laufe der Zeit entwickelte sich Geyza Pereira unter der von Bianchini neu entwickelten Ballett-Methode so gut, dass sie zur Primaballerina des Blindenballetts (Ballet de Cegos) der 2002 gegründeten Associação Fernanda Bianchini aufstieg. Mit dieser hatte sie nicht nur Auftritte in ganz Brasilien, sondern auch in Buenos Aires und 2012 bei den Paralympischen Spielen in London. Sie hat mit dem Ballet de Cegos Hauptrollen klassisch-romantischer Ballette wie Coppélia, La Esmeralda, Don Quixote und Der Nussknacker (Zuckerfee) getanzt.
Geyza Pereira war eine der Hauptdarstellerinnen in Alexandre Peraltas 90-minütigem Dokumentarfilm Looking at the stars / Olhando para as estrelas, wo ihre künstlerische und menschliche Entwicklung über einige Jahre dokumentiert wurde. Der Film kam 2016 heraus (in Deutschland 2020).
Eine weitere filmische Dokumentation über Geyza Pereira ist die 2023 auf Arte gezeigte, knapp einstündige GEO-Reportage Die blinde Primaballerina von São Paulo von Andrea Oster, aus der man erfährt, dass die Tänzerin inzwischen wieder an einer Meningitis erkrankte, dabei ins Koma fiel und zwölf Hirninfarkte erlitt. Sie gab jedoch trotz dieses tragischen gesundheitlichen Rückschlags nicht auf und brachte sich durch diszipliniertes Training und die Unterstützung von Fernanda Bianchini und ihres Tanzpartners wieder so weit in Form, dass sie bereits im darauffolgenden Jahr wieder auftreten und die Rolle der Esmeralda tanzen konnte.
Neben ihrer tänzerischen Karriere wirkt Geyza Pereira auch als Ballett-Pädagogin in der Associação Fernanda Bianchini, zunächst als Assistentin von Fernanda Bianchini und mittlerweile auch als eigenständige Lehrerin.
Geyza Pereira ist verheiratet und hat einen Sohn Lucas.